# Almenar de Soria
Almenar de Soria – gmina w Hiszpanii, w prowincji Soria, w Kastylii i León, o powierzchni 105,99 km². W 2011 roku gmina liczyła 265 mieszkańców.